# أبو الوليد الطيالسي
هشام بن عبد الملك الباهلي البصري الشهير بأبي الوليد الطيالسي. (133 هـ - 227 هـ) أحد العلماء ومن رواة الحديث عند أهل السنة والجماعة.

## أقوال العلماء فيه
- قال ابن سعد: «كان ثقة حجة ثبتا.»
- قال العجلي: «ثقة ثبت في الحديث.»
- قال أحمد بن حنبل: «هو اليوم شيخ الإسلام.»
- وقال أبو زرعة الرازي: «كان إماما في زمانه، جليلا عند الناس»
- وقال أبو حاتم الرازي: «إمام فقيه عاقل ثقة حافظ.»
- وذكره ابن حبان في الثقات وقال: «كان من عقلاء الناس.»
- وقال الذهبي: «الإمام، الحافظ، الناقد، شيخ الإسلام.»

## شيوخه وتلاميذه
- شيوخه ومن روى عنهم:

روى عن: عكرمة بن عمار، وهشام الدستوائي، وعاصم بن محمد العمري، وعمر بن أبي زائدة، وهمام بن يحيى، وشعبة بن الحجاج، وزائدة، وحماد بن سلمة، وسلم بن زرير، وخلق.
- تلاميذه ومن روى عنه:

وعنه: البخاري، وأبو داود، والباقون عن رجل عنه، وأبو داود أيضا عن رجل عنه، وإسحاق بن راهويه، وإسحاق الكوسج، وعبد الله الدارمي، وعبد بن حميد، وأبو موسى الزمن، وبندار، ومحمد بن يحيى الذهلي، وأبو زرعة الرازي، وأبو حاتم الرازي، ومحمد بن غالب تمتام، وعبد الكريم بن الهيثم، ومحمد بن حيان المازني، وأحمد بن محمد بن علي الخزاعي الإصبهاني، وأبو بكر بن أبي عاصم، وأبو مسلم الكجي، ومحمد بن الضريس، وخلق.